# 全国短大・高専職員録
『全国短大・高専職員録』（ぜんこくたんだい・こうせんしょくいんろく）は、かつて廣潤社が発行していた、日本の短期大学における教職員記録である。

## 概要
- 昭和39年度版（1963年10月発行）から平成18年度版（2006年）まで、毎年10月末に発行されていた。
- 毎年、その年度にあった日本の国公私立すべての各短期大学および高等専門学校に教職員の名前・出身学校・担当科目などが記載されていた。
- 発行当初は記載されなかった教職員の住所や電話番号までも記載されるようになった。
- その年度から学生募集停止された短期大学については、「**年度より学生募集停止」と書かれてあった。
- 当時の短期大学について調べるのに重要な手がかりの一つにもなる。

## 所蔵先
- 国立国会図書館や各都道府県の大手図書館にある。